# Alycia Debnam-Carey
Alycia Jasmin Debnam-Carey (* 20. července 1993 Sydney) je australská herečka a hudebnice. Známou se stala rolí Lexy v seriálu The 100 vysílaném americkou stanicí The CW a rolí Alicii Clark v seriálu Živí mrtví: Počátek konce (spin-off seriálu Živí mrtví) stanice AMC.

## Brzký život
Narodila se a vyrůstala v Sydney. V roce 2011 odmaturovala na Newtown High School of the Performing Arts, kdy působila jako bubenice. Měla výborný prospěch a získala mnohá ocenění, dostala se mezi 40 hudebníků, kteří pracovali na dvoutýdenním projektu s Berlínskou Filharmonií.
Herectví se věnuje už od 8 let. Vystupovala v menších televizních pořadech jako Martha`s New Coat, Taneční akademie, McLeodovy dcery a dalších.

## Kariéra
Svou cestu do Hollywoodu započala při své první cestě do USA, když jí bylo 18 let a účastnila se soutěže s dalšími šesti mladými australskými herci o role v TV pilotech.
Od té doby se prosadila i ve velkých filmových produkcích jako je V oku tornáda. A k tomu ztvárňuje velké role v mnoha krátkých filmech v Austrálii. V roce 2013 získala hlavní roli v TV filmu The Devil`s Hand. Dále hrála i v neodvysílaném pilotu seriálu od AMC Galyntine, který se však nedočkal uvedení.
Do povědomí diváků se dostala díky roli v seriálu The 100 z roku 2014, kde hrála velitelku Grounders Lexu. Dále získala jednu z hlavních rolí ve spin offu Živí mrtví, Živí mrtví: Počátek konce.

## Filmografie

### Filmy
| Rok           | Název                | Role             | Poznámka    |
| ------------- | -------------------- | ---------------- | ----------- |
| 2003          | Martha's New Coat    | Elsie            |             |
| 2008          | Jigsaw Girl          | Caitlyn          | krátký film |
| 2010          | At the Tattooist     | Jane             | krátký film |
| 2011          | The Branch           | Mia              | krátký film |
| 2014          | V oku tornáda        | Kaitlyn Johnston |             |
| 2014          | The Devil's Hand     | Mary             |             |
| 2016          | Friend Request       | Laura Woodson    |             |
| 2018          | A Violent Separation | Frances          |             |
| bude oznámeno | Liked                | Roxy             |             |

### Televize
| Rok             | Název                     | Role                  | Poznámka                                                      |
| --------------- | ------------------------- | --------------------- | ------------------------------------------------------------- |
| 2006            | McLeodovy dcery           | Chloe Sanderson       | díl: „Second Best“                                            |
| 2008            | Dream Life                | Cassie                | Televizní film                                                |
| 2008            | Resistance                | Genevieve "Gen" Leone | Neprodaný pilotní díl                                         |
| 2010            | Taneční akademie          | Mia                   | díl: „Perfection“                                             |
| 2014            | Galyntine                 | Essin                 | Neprodaný pilotní díl                                         |
| 2014–2016, 2020 | The 100                   | Lexa                  | Vedlejší role (2.–3. řada), hostující role (7. řada), 17 dílů |
| 2015–dosud      | Živí mrtví: Počátek konce | Alicia Clark          | Hlavní role                                                   |

### Hudební videa
| Rok  | Název              | Umělec                        |
| ---- | ------------------ | ----------------------------- |
| 2010 | Eli                | Mailer Daemon / Lincoln Davis |
| 2011 | She's Like a Comet | Jebediah                      |

## Ocenění

### MTV Fandom Awards
| Rok  | Kategorie                                                 | Nominace | Výsledek  | Zdroj(e) |
| ---- | --------------------------------------------------------- | -------- | --------- | -------- |
| 2015 | Ship of the Year (spolu s Eliza Taylor)                   | The 100  | 2. místo  | [ 1 ]    |
| 2016 | Fanouškovské šílenství roku                               | The 100  | vítězství | [ 2 ]    |
| 2016 | Ship of the Year (spolu s Eliza Taylor)                   | The 100  | 2. místo  | [ 1 ]    |
| 2016 | Nejlepší fanouškovská základna (spolu s dalším obsazením) | The 100  | nominace  | [ 1 ]    |

### E! Awards
| Rok  | Kategorie                                                          | Nominace                      | Výsledek  | Zdroj(e) |
| ---- | ------------------------------------------------------------------ | ----------------------------- | --------- | -------- |
| 2015 | Nejlepší polibek (spolu s Eliza Taylor)                            | The 100                       | vítězství | [ 3 ]    |
| 2015 | Nejlepší hostující hvězda                                          | The 100                       | vítězství | [ 3 ]    |
| 2015 | Nejlepší obsazení na sociálních médiích (spolu s dalším obsazením) | The 100                       | 2. místo  | [ 3 ]    |
| 2016 | Nejlepší pár (spolu s Eliza Taylor)                                | The 100                       | 2. místo  | [ 4 ]    |
| 2016 | Nejvášnivější/nejvíc sexy moment (spolu s Eliza Taylor)            | The 100                       | vítězství | [ 4 ]    |
| 2016 | Nejvíce srdcervoucí rozloučení (spolu s Eliza Taylor)              | The 100                       | vítězství | [ 4 ]    |
| 2016 | Nejlepší souboj (spolu s Zach McGowan)                             | The 100                       | vítězství | [ 4 ]    |
| 2016 | Nejlepší polibek (spolu s Eliza Taylor)                            | The 100                       | vítězství | [ 4 ]    |
| 2016 | Moment, kdy jste chtěli prohodit TV oknem                          | The 100                       | vítězství | [ 4 ]    |
| 2016 | Nejlepší hostující hvězda                                          | The 100                       | vítězství | [ 4 ]    |
| 2016 | Nejlepší obsazení na sociálních médiích (spolu s dalším obsazením) | The 100                       | 2. místo  | [ 4 ]    |
| 2016 | Nejlepší fanouškovská základna (spolu s Eliza Taylor)              | Clexa                         | vítězství | [ 4 ]    |
| 2016 | Průlomová herečka                                                  | The 100 Fear The Walking Dead | vítězství | [ 4 ]    |

### RadioTimes
| Rok  | Kategorie      | Nominace | Výsledek  | Zdroj(e) |
| ---- | -------------- | -------- | --------- | -------- |
| 2016 | Sci-Fi šampion | The 100  | vítězství | [ 5 ]    |